# 1040
El 1040 (MXL) fou un any de traspàs començat en dimarts del calendari julià.

## Necrològiques
- 17 de març: Harold Peu de Llebre, rei dels anglesos.[1]